# Oskar von Hutier
El general Oskar von Hutier (Erfurt, Alemania, 27 de agosto de 1857 - Berlín, 5 de diciembre de 1934) fue uno de los mejores generales alemanes y especialmente uno de los más innovadores durante la Primera Guerra Mundial. Su máxima contribución a la doctrina militar fue la invención y desarrollo de una táctica de combate, la táctica de infiltración, que sería profusamente utilizada por las Sturmtruppen, es decir, por las tropas de asalto alemanas.

## La táctica de von Hutier
Durante el primer año de la guerra, von Hutier estuvo destinado en el Frente Occidental, período durante el que mandó una División. Cumplió correctamente con su mando, pero a partir del año 1915 fue enviado al Frente Oriental como nuevo comandante en jefe del VIII Cuerpo de Ejército, adscrito al 10.º Ejército alemán, donde logró verdaderamente destacar en la carrera militar.
Desde su nuevo cargo, von Hutier contribuyó notablemente al éxito de las operaciones militares alemanas, ya que el Ejército alemán conquistó amplias zonas de Rusia y Lituania durante los dos años siguientes a su nominación para el cargo.
En 1917 fue ascendido a general de ejército, y von Hutier empezó a hacer una aplicación práctica de las lecciones que había aprendido a lo largo de los tres años de guerra, mediante el estudio y análisis de las tácticas utilizadas por los ejércitos contendientes. Concibió de este modo una nueva estrategia, con la que pretendía que los ejércitos alemanes lograsen por fin una ruptura del frente del Ejército francés y la explotación de dicha ruptura mediante la penetración en la retaguardia enemiga, evitando así la guerra de trincheras que tenía estabilizado el Frente Occidental casi desde principios de la guerra. Esta nueva táctica finalmente conseguiría el éxito en su aplicación en 1917 y 1918.
Los franceses denominaron a esta nueva estrategia la «táctica de von Hutier», aunque actualmente se prefiere la expresión de la táctica de infiltración. Von Hutier había constatado efectivamente que, en la mayor parte de las batallas anteriores, el método convencional de ataque era el de lanzar un fuego de barrera de artillería lo más intenso posible como paso previo a un asalto en masa de la infantería. Esta estrategia implicaba un elevado número de bajas entre las fuerzas propias. Como alternativa, von Hutier proponía una táctica compuesta por las etapas siguientes:
1.ª: Un bombardeo de corta duración por parte de la artillería, utilizando una mezcla de obuses pesados con numerosos obuses lanzadores de gases, concentrándose el bombardeo sobre la línea enemiga, a la que se pretendía meramente neutralizar, aunque no destruir.
2.ª: Bajo un fuego de cobertura de artillería, las tropas de choque alemanas (Sturmtruppen) avanzarían infiltrándose en las defensas enemigas aprovechando para ello los puntos débiles de su dispositivo defensivo, previamente identificados. Las unidades alemanas debían evitar en la medida de lo posible el combate, pero debían intentar la captura o destrucción de los cuarteles generales y las posiciones de artillería enemigas.
3.ª: Después de que las tropas de asalto alemanas hubiesen cumplido su misión, el resto de las unidades, ampliamente dotadas de ametralladoras y morteros, deberían efectuar fuertes ataques a lo largo de los puntos fortificados Aliados que las Sturmtruppen hubiesen soslayado. Cuando la artillería estuviese en emplazamientos adecuados, los artilleros podrían concentrar el fuego a cualquier lugar en que fuese necesario para impulsar la penetración en las líneas aliadas.
4.ª: Durante la última etapa del asalto, la infantería regular alemana eliminaría cualquier resto de resistencia aliada.
Muchos otros generales habían planificado ataques a las líneas enemigas similares en el pasado, a imagen de lo efectuado por el coronel Emory Upton durante la batalla de Spotsylvania en 1864, pero debe reconocerse que von Hutier fue el primer comandante de un ejército en aplicar esta técnica a una escala lo suficientemente amplia y continuada.

## El éxito
Los éxitos de Oskar von Hutier se iniciaron el 3 de septiembre de 1917, cuando von Hutier, al mando del 8.º Ejército alemán, logró tomar la ciudad rusa de Riga, tras dos años de infructuoso asedio, y ello mediante sus novedosas tácticas. Para su victoria planificó un asalto anfibio (el único exitoso de toda la guerra) para apoderarse de las islas que los rusos tenían ocupadas en el mar Báltico.
Aunque von Hutier no se encontrase presente, otros generales alemanes adoptaron su nueva táctica en las batallas que dirigían, como sucedió por ejemplo en el mes de octubre de 1917 ante los italianos en la batalla de Caporetto, en la que el Regio Esercito italiano sufrió una espectacular derrota.
Von Hutier a recibió la Medalla al Mérito de manos del propio Káiser Guillermo II de Alemania, siendo destinado en 1918 al Frente Occidental, donde en marzo de ese mismo año, von Hutier volvió a emplear sus novedosas tácticas de infiltración durante la Segunda Batalla del Marne, golpeando las líneas de los Aliados en el punto de enlace entre las tropas inglesas y francesas, con lo que sus hombres penetraron unos 60 km a lo largo del río Somme en dirección hacia la ciudad francesa de Amiens. En esta operación los alemanes hicieron prisioneros a 50.000 soldados aliados, y a raíz de la victoria von Hutier recibió las hojas de roble para añadir a su Medalla al Mérito.

## Otros hechos de armas
La táctica de von Hutier sirvió igualmente para otra gran victoria contra las tropas francesas en junio de 1918, pero los estrategas aliados ya habían dispuesto de tiempo para analizar la nueva táctica y diseñar contramedidas al respecto.
De este modo, en julio del mismo año, cuando los alemanes seguían avanzando en la llamada Segunda Batalla del Marne, los estadounidenses y los franceses ya habían planeado y construido un complejo sistema de fortificaciones defensivas en la segunda línea del frente, defensas que las tropas de asalto alemanas, agotadas y desgastadas tras los combates contra las tropas de primera línea, no lograron rebasar.
No obstante, tras la firma del armisticio que puso fin a la guerra (armisticio firmado en Rethondes el 11 de noviembre de 1918), von Hutier hizo un regreso triunfal a Alemania, siendo considerado como un héroe de guerra. A imitación del general  Erich Ludendorff, antiguo comandante en jefe del Ejército alemán (y que por lo demás era su primo carnal), von Hutier sostuvo la tesis de que el ejército alemán no había sido derrotado en los campos de batalla por los Aliados, sino que, por el contrario, había recibido una "puñalada por la espalda" (Dolchstosslegende en alemán) a manos de unos presuntos enemigos interiores. Esta leyenda es la que alimentó el revanchismo alemán, allanando posteriormente el camino al nazismo de Adolf Hitler, de quien el propio Ludendorff fue un eficaz colaborador de primera hora.
Oskar von Hutier abandonó en 1919 el Ejército alemán, no integrándose de ese modo en la nueva Reichswehr, el ejército de la República de Weimar, pasando en cambio a ser el flamante presidente de la Liga de Oficiales Alemanes, cargo que seguiría ocupando hasta casi el momento de su fallecimiento en la ciudad de Berlín el 5 de diciembre de 1934, cuando ya la Alemania de la República de Weimar se había convertido en el Tercer Reich que el propio von Hutier había contribuido a crear.